# Блажівська Наталія Євгенівна
Наталія Євгенівна Блажівська — суддя Касаційного адміністративного суду у складі Верховного Суду України, кандидат юридичних наук. Молодша донька Євгена Блажівського, колишнього заступника генпрокурора за часів Віктора Пшонки.

## Життєпис і освіта
Освіта: Львівський національний університет імені Івана Франка, юридичний факультет; кандидатська дисертація (спец. 12.00.03) захист докторської дисертації відбувся у вересні 2020 року на тему «Теоретико‑методологічні та прикладні засади застосування практики ЄСПЛ при захисті майнових прав»

## Професійна діяльність
- 2007 — суддя Окружного адміністративного суду міста Києва строком на 5 років
- 2008 — суддя Центрального окружного адміністративного суду міста Києва
- 2011 — суддя Окружного адміністративного суду міста Києва, обрана безстроково
- 2012 — суддя Вищого адміністративного суду України[2], була призначена оминувши роботу в апеляційній інстанції
- 2016 — Вища кваліфікаційна комісія суддів України не допустила Блажівську до конкурсу у Верховний суд, вважаючи, що для роботи у цій інстанції у неї не вистачає стажу[3]
- 2019 — суддя Касаційного адміністративного суду у складі Верховного Суду

Брала участь у круглому столі щодо оподаткування волонтерської діяльності (березень 2023 року).

## Контроверсії або медійні згадки
Перебуваючи на посаді судді Центрального окружного адміністративного суду Києва, входила до складу колегії суддів, яка влітку 2010 року ухвалила рішення про позбавлення частот на мовлення двох опозиційних каналів — 5 каналу та TBi.
Була однією із тих, хто закликав президента ветувати закон № 5068, який запроваджує відкриті конкурси на посади у ВРП із залученням незалежних експертів із міжнародним досвідом до перевірки кандидатів на доброчесність

## Родина

Блажівський Євген Миколайович

Родина Блажівських має одну із найбільших династій у судовій та правоохоронній системі: шестеро родичів у судах, Генпрокуратурі, адвокатурі та інші, зокрема «ІСД» Тарути
Чоловік, Ткаченко Сергій Валерійович, з 2011 директор правового департаменту консорціуму «Індустріальна група», з 2012 року — корпорації «Індустріальна спілка Донбасу» Сергія Тарути
Батько, Блажівський Євген Миколайович працював заступником гендиректора у ТОВ «Сокар енерджі Україна» — нині пенсіонер. Колишній прокурор: довгий час працював у прокуратурах Львівської області, а з листопада 2010 став заступником генпрокурора Віктора Пшонки у ГПУ.
Матір, Блажівська Любов Іванівна, раніше була заступником директора з розвитку у ЗАТ «Львівський м'ясокомбінат». Вона зареєструвалася в Києві одразу після переїзду чоловіка до ГПУ. А невдовзі на Любов Іванівну записали велетенський маєток розміром з торговельний центр площею 1260 м2. За даними Оксани Блажівської, будинок успадкований від її матері (бабусі кандидатки).
Старша сестра — Оксана Блажівська, працювала у Вищій раді правосуддя, 2023 року відрахована зі штату.
Дружина брата чоловіка Ткаченко (Чух) Олена Юріївна у 2012—2013 була помічником судді Окружного адмінсуду Києва, у 2013—2014 — спеціаліст Вищого госпсуду, з 2014 року — помічник судді Вищого адмінсуду